# 渡辺郷
渡辺 郷（わたなべ ごう、1989年5月5日 - ）は、日本のラグビー選手。

## プロフィール
- 熊本県出身[1]。
- ポジションはセンター(CTB)。
- 身長 182cm、体重 94kg
- ニックネームはゴウ。

## 略歴
ラグビーを始めたきっかけは父親の影響から。
熊本西高校、帝京大学を経て、2013年、コカ・コーラウエストレッドスパークス（現・コカ・コーラレッドスパークス）に加入。
2014年1月19日に行われたジャパンラグビートップリーグ2ndステージ第7節の九州電力キューデンヴォルテクス戦にて途中出場で公式戦初出場を果たす。
2018年、コカ・コーラレッドスパークスを退団した。